# Deutsche Poolbillard-Meisterschaft 2013 (Rollstuhlfahrer)
Die Deutsche Poolbillard-Meisterschaft 2013 war die fünfte Austragung zur Ermittlung der nationalen Meistertitel der Rollstuhlfahrer in der Billardvariante Poolbillard. Sie wurde vom 23. bis 27. Oktober 2013 in der Wandelhalle in Bad Wildungen im Rahmen der Deutschen Billard-Meisterschaft ausgetragen.
Es wurden die Deutschen Meister in den Disziplinen 8-Ball, 9-Ball und 10-Ball ermittelt.

## Medaillengewinner
| Disziplin | Gold                         | Silber                       | Bronze                        |
| --------- | ---------------------------- | ---------------------------- | ----------------------------- |
| 8-Ball    | Joachim Schuler BC Blaustein | Tankred Volkmer PBC Backnang | Volker Weiß PBC Backnang      |
| 9-Ball    | Tankred Volkmer PBC Backnang | Joachim Schuler BC Blaustein | Peter Rupprecht PBC Waghäusel |
| 10-Ball   | Tankred Volkmer PBC Backnang | Joachim Schuler BC Blaustein | Volker Weiß PBC Backnang      |

## Modus
Die vier teilnehmenden Spieler spielten im Round Robin-Modus gegeneinander.

## Wettbewerbe

### 8-Ball
Der Wettbewerb in der Disziplin 8-Ball wurde am 23. Oktober 2013 ausgetragen.
- Volker Weiß – Peter Rupprecht 3:1
- Joachim Schuler – Tankred Volkmer 3:1
- Volker Weiß – Joachim Schuler 0:3
- Tankred Volkmer – Peter Rupprecht 3:1
- Tankred Volkmer – Volker Weiß 3:0
- Peter Rupprecht – Joachim Schuler 1:3

| Platz | Spieler         | Verein        | G | V |
| ----- | --------------- | ------------- | - | - |
| 1     | Joachim Schuler | BC Blaustein  | 3 | 0 |
| 2     | Tankred Volkmer | PBC Backnang  | 2 | 1 |
| 3     | Volker Weiß     | PBC Backnang  | 1 | 2 |
| 4     | Peter Rupprecht | PBC Waghäusel | 0 | 3 |

### 9-Ball
Der Wettbewerb in der Disziplin 9-Ball wurde am 25. Oktober 2013 ausgetragen.
- Joachim Schuler – Volker Weiß 4:3
- Tankred Volkmer – Peter Rupprecht 4:2
- Joachim Schuler – Tankred Volkmer 2:4
- Peter Rupprecht – Volker Weiß 4:3
- Peter Rupprecht – Joachim Schuler 2:4
- Volker Weiß – Tankred Volkmer 1:4

| Platz | Spieler         | Verein        | G | V |
| ----- | --------------- | ------------- | - | - |
| 1     | Tankred Volkmer | PBC Backnang  | 3 | 0 |
| 2     | Joachim Schuler | BC Blaustein  | 2 | 1 |
| 3     | Peter Rupprecht | PBC Waghäusel | 1 | 2 |
| 4     | Volker Weiß     | PBC Backnang  | 0 | 3 |

### 10-Ball
Der Wettbewerb in der Disziplin 10-Ball wurde am 27. Oktober 2013 ausgetragen.
- Peter Rupprecht – Joachim Schuler 2:3
- Tankred Volkmer – Volker Weiß 3:2
- Peter Rupprecht – Volker Weiß 2:3
- Joachim Schuler – Tankred Volkmer 2:3
- Tankred Volkmer – Peter Rupprecht 3:1
- Volker Weiß – Joachim Schuler 2:3

| Platz | Spieler         | Verein        | G | V |
| ----- | --------------- | ------------- | - | - |
| 1     | Tankred Volkmer | PBC Backnang  | 3 | 0 |
| 2     | Joachim Schuler | BC Blaustein  | 2 | 1 |
| 3     | Volker Weiß     | PBC Backnang  | 1 | 2 |
| 4     | Peter Rupprecht | PBC Waghäusel | 0 | 3 |